# Fototàxia
La fototàxia és una habilitat que posseïxen moltes cèl·lules per dirigir-se cap a la llum. L'efecte contrari, fugir de la llum, es denomina fotàxis o fotosock. Els elements cel·lulars fotorreceptors capaços de detectar la llum es diuen taques oculars, els quals són els ulls més simples i més comuns que es troben a la naturalesa.